# Apple A9
Apple A9 è un System on a chip (SoC) a 64-bit progettato da Apple Apple Inc in architettura RISC su base ARM e prodotto da Samsung con processo produttivo a 14 nm e da TSMC con processo produttivo a 16 nm.
Presentato nel keynote del 9 settembre 2015 per iPhone 6s e iPhone 6s Plus.

## Caratteristiche
Se confrontato con la precedente generazione (Apple A8), il SoC Apple 9 differenzia da un incremento di frequenza da 1,85 GHz per ciascun core CPU (rispetto ai 1,40 GHz), oltre a un aumento della memoria cache L2 da 1 a 3 MB e alla variazione del supporto memoria da LPDDR3 a LPDDR4. Inoltre, si addiziona una GPU PowerVR più prestante Hexa-Core (rispetto alla precedente PowerVR Quad-Core).
| CPU Twister (1,85 GHz) | CPU Twister (1,85 GHz) | CPU Twister (1,85 GHz) | CPU Twister (1,85 GHz) | CPU Twister (1,85 GHz) | CPU Twister (1,85 GHz) |
| 64+64 KB               | 64+64 KB               | 64+64 KB               | 64+64 KB               | 64+64 KB               | 64+64 KB               |
| Cache 3 MB             |                        |                        |                        |                        |                        |
| Cache 4 MB             |                        |                        |                        |                        |                        |
|                        |                        |                        |                        |                        |                        |
| GPU PowerVR            | GPU PowerVR            | GPU PowerVR            | GPU PowerVR            | GPU PowerVR            | GPU PowerVR            |

### CPU
La CPU è di tipo Dual-Core, progettata da Apple e suddivisa in un solo cluster:
- 2 Core da 1,85 GHz (denominati Twister)
Ciascun core possiede sia una cache L1i da 64 KB che una cache L1d da 64 KB;

Inoltre, entrambi i 2 core condividono a loro volta anche una cache L2 da 3 MB e una cache L3 da 4 MB.
Rispetto alla generazione precedente (Apple A8), la CPU ottiene fino al 70% di performance in più;

### GPU
La GPU è una PowerVR GT7600 Hexa-Core di Imagination Technologies;

Rispetto alla generazione precedente (Apple A8), la GPU ottiene fino al 90% di performance in più;

## Dispositivi predisposti
- (2015): iPhone 6s
- (2015): iPhone 6s Plus
- (2016): iPhone SE (prima generazione)
- (2017): iPad (quinta generazione)
- (2015): iPad Pro (nella versione superiore Apple A9X)